# IPsec
網際網路安全協定（英語：Internet Protocol Security，縮寫：IPsec）是一個协议套件，透过对IP协议的分组进行加密和认证来保护IP协议的网络传输协议族（一些相互关联的协议的集合）。
IPsec主要由以下协议组成：
1. 认证头（AH），为IP数据报提供无连接数据完整性、消息认证（英语：Message_authentication）以及防重放攻击保护[3][4]；
2. 封装安全载荷（ESP），提供机密性、数据源认证、无连接完整性、防重放和有限的传输流（traffic-flow）机密性[5]；
3. 網際網路金鑰交換（英語： Internet Key Exchange ，簡稱IKE或IKEv2），为AH、ESP操作所需的安全關聯（SA）提供算法、数据包和金鑰参数[6]。

## 标准现状
IPsec的源始编码是在IPv4的环境中于1994年开发，第一版IPsec协议在RFC 2401-2409中定义。在2005年第二版标准文档发布，新的文档定义在RFC 4301和RFC 4309中。在IPv4中IPsec的使用是一个可选项，在IPv6 RFC 6434中为必选的内容 ，这样做的目的，是为了随着 IPv6的进一步流行，IPsec可以得到更为广泛的使用。

## 历史概要
从1920-70年代初开始，美国高级研究项目局赞助了一系列实验性的ARPANET加密设备，起初用于本地ARPANET数据包加密，随后又用于TCP/IP数据包加密。
从1986年到1991年，美国国家安全局在其安全数据网络系统（SDN）计划下赞助了互联网安全协议的开发，包括摩托罗拉在内的各种供应商聚集在一起，于1988年生产了一种网络加密设备，这项工作于1988年由NIST公开发表，其中第3层的安全协议（SP3）演变为ISO标准的网络层安全协议（NLSP）。
从1992年到1995年，有三个研究小组对IP层加密分别进行了独立研究：

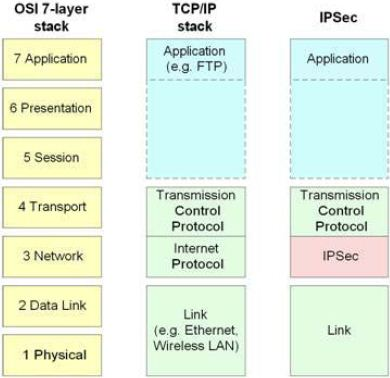
位于网络层中的IPsec

- 1. 1992年，美國海軍研究實驗室（NRL）开始了Simple Internet Protocol Plus（SIPP）项目来进行IP加密协议的研究。
- 2. 1993年，哥伦比亚大学SunOS和AT&T贝尔实验室，开始由 JohnIoanndis等人研发实验性软件IP加密协议 (swIPe)。
- 3. 1993年，在白宫信息高速公路项目的支持下，Trusted Information Systems（TIS）科学家徐崇伟（Wei Xu）[11]研究和开发了第一代软件 IPSEC 协议，它的编码是在BSD 4.1内核中完成的，支持x86和SUNOS CPU架构，同时开发了硬件安全3DES的加密技术，并为数据加密标准开发了设备驱动程序。到1994年12月，TIS发布了由DARPA赞助的开放源代码的“手铐防火墙”产品，其VPN速度超过T1，首次用 IPSec VPN 实现了美国东西海岸安全链接，也是历史上第一个 IPSec 商用产品。[12]
- 4. 在美国国防部高级研究计划局（DARPA）资助的研究工作下，1996年，NRL为IPsec开发了IETF标准跟踪规范（rfc1825到rfc1827），它的编码是在BSD 4.4内核中，同时支持x86和SPARC CPU架构[13]。

互联网工程任务组（IETF）于1992年成立了IP安全工作组，以规范对 IPsec 的公开协议，1995年工作组成员有 TIS、Cisco、FTP、Checkpoint 等五个企业组成，首次合作协商改进了 NRL 起草的 IPsec 协议标准，以及规范了 Cisco 和 TIS 提供的 IPsec 开放源代码，此后，发布了RFC-1825和RFC-1827，NRL在1996年 USENIX 会议论文集中进行了描述了，由麻省理工学院在线提供，并成为大多数初始商业实现的基础。

## 设计意图
IPsec被设计用来提供（1）入口对入口通信安全，在此机制下，分组通信的安全性由单个节点提供给多台机器（甚至可以是整个局域网）；（2）端到端分组通信安全，由作为端点的计算机完成安全操作。上述的任意一种模式都可以用来构建虚拟专用网（VPN），而这也是IPsec最主要的用途之一。应该注意的是，上述两种操作模式在安全的实现方面有着很大差别。
因特网范围内端到端通信安全的发展比预料的要缓慢，其中部分原因，是因为其不够普遍或者说不被普遍信任。公钥基础设施能够得以形成（DNSSEC最初就是为此产生的），一部分是因为许多用户不能充分地认清他们的需求及可用的选项，导致其作为内含物强加到卖主的产品中（这也必将得到广泛采用）；另一部分可能归因于网络响应的退化（或说预期退化），就像兜售信息的充斥而带来的带宽损失一样。

## IPsec与其它互联网安全协议的对比
IPsec协议工作在OSI模型的第三层，使其在单独使用时适于保护基于TCP或UDP的协议（如安全套接子层（SSL）就不能保护UDP层的通信流）。这就意味着，与传输层或更高层的协议相比，IPsec协议必须处理可靠性和分片的问题，这同时也增加了它的复杂性和处理开销。相对而言，SSL/TLS依靠更高层的TCP（OSI的第四层）来管理可靠性和分片。

## 技术细节

### 认证头（AH）
认证头（Authentication Header，AH）被用来保证被传输分组的完整性和可靠性。此外，它还保护不受重放攻击。认证头试图保护IP数据报的所有字段，那些在传输IP分组的过程中要发生变化的字段就只能被排除在外。当认证头使用非对称数字签名算法（如RSA）时，可以提供不可否认性（RFC 1826）。
认证头分组图示：
| 位偏移 | 字节 | 0                    | 1                    | 2                    | 3                    |
| 位偏移 | 位   | 0 1 2 3 4 5 6 7      | 0 1 2 3 4 5 6 7      | 0 1 2 3 4 5 6 7      | 0 1 2 3 4 5 6 7      |
| ------ | ---- | -------------------- | -------------------- | -------------------- | -------------------- |
| 0      | 0    | 下一个头             | 载荷长度             | 保留                 | 保留                 |
| 32     | 32   | 安全参数索引（SPI）  | 安全参数索引（SPI）  | 安全参数索引（SPI）  | 安全参数索引（SPI）  |
| 64     | 64   | 序列号               | 序列号               | 序列号               | 序列号               |
| 96+    | 96+  | 认证数据（可变长度） | 认证数据（可变长度） | 认证数据（可变长度） | 认证数据（可变长度） |

字段含义：
下一个头：标识被传送数据所属的协议。
载荷长度：认证头包的大小。
保留：为将来的应用保留（目前都置为0）。
安全参数索引：与IP地址一同用来标识安全参数。
序列号：单调递增的数值，用来防止重放攻击。
认证数据：包含了认证当前包所必须的数据。

### 封装安全载荷（ESP）
封装安全载荷（Encapsulating Security Payload，ESP）协议对分组提供了源可靠性、完整性和保密性的支持。与AH头不同的是，IP分组头部不被包括在内。
ESP分组图示：
| 位偏移 | 字节 | 0                    | 0                   | 0                   | 0                   | 0                   | 0                   | 0                   | 0                   | 1                   | 1                   | 1                   | 1                   | 1                   | 1                   | 1                   | 1                   | 2                   | 2                   | 2                   | 2                   | 2                   | 2                   | 2                   | 2                   | 3                   | 3                   | 3                   | 3                   | 3                   | 3                   | 3                   | 3                   |
| 位偏移 | 位   | 0                    | 1                   | 2                   | 3                   | 4                   | 5                   | 6                   | 7                   | 0                   | 1                   | 2                   | 3                   | 4                   | 5                   | 6                   | 7                   | 0                   | 1                   | 2                   | 3                   | 4                   | 5                   | 6                   | 7                   | 0                   | 1                   | 2                   | 3                   | 4                   | 5                   | 6                   | 7                   |
| ------ | ---- | -------------------- | ------------------- | ------------------- | ------------------- | ------------------- | ------------------- | ------------------- | ------------------- | ------------------- | ------------------- | ------------------- | ------------------- | ------------------- | ------------------- | ------------------- | ------------------- | ------------------- | ------------------- | ------------------- | ------------------- | ------------------- | ------------------- | ------------------- | ------------------- | ------------------- | ------------------- | ------------------- | ------------------- | ------------------- | ------------------- | ------------------- | ------------------- |
| 0      | 0    | 安全参数序列（SPI）  | 安全参数序列（SPI） | 安全参数序列（SPI） | 安全参数序列（SPI） | 安全参数序列（SPI） | 安全参数序列（SPI） | 安全参数序列（SPI） | 安全参数序列（SPI） | 安全参数序列（SPI） | 安全参数序列（SPI） | 安全参数序列（SPI） | 安全参数序列（SPI） | 安全参数序列（SPI） | 安全参数序列（SPI） | 安全参数序列（SPI） | 安全参数序列（SPI） | 安全参数序列（SPI） | 安全参数序列（SPI） | 安全参数序列（SPI） | 安全参数序列（SPI） | 安全参数序列（SPI） | 安全参数序列（SPI） | 安全参数序列（SPI） | 安全参数序列（SPI） | 安全参数序列（SPI） | 安全参数序列（SPI） | 安全参数序列（SPI） | 安全参数序列（SPI） | 安全参数序列（SPI） | 安全参数序列（SPI） | 安全参数序列（SPI） | 安全参数序列（SPI） |
| 32     | 32   | 序列号               | 序列号              | 序列号              | 序列号              | 序列号              | 序列号              | 序列号              | 序列号              | 序列号              | 序列号              | 序列号              | 序列号              | 序列号              | 序列号              | 序列号              | 序列号              | 序列号              | 序列号              | 序列号              | 序列号              | 序列号              | 序列号              | 序列号              | 序列号              | 序列号              | 序列号              | 序列号              | 序列号              | 序列号              | 序列号              | 序列号              | 序列号              |
| 64+    | 64+  | 载荷*（可变长度）    | 载荷*（可变长度）   | 载荷*（可变长度）   | 载荷*（可变长度）   | 载荷*（可变长度）   | 载荷*（可变长度）   | 载荷*（可变长度）   | 载荷*（可变长度）   | 载荷*（可变长度）   | 载荷*（可变长度）   | 载荷*（可变长度）   | 载荷*（可变长度）   | 载荷*（可变长度）   | 载荷*（可变长度）   | 载荷*（可变长度）   | 载荷*（可变长度）   | 载荷*（可变长度）   | 载荷*（可变长度）   | 载荷*（可变长度）   | 载荷*（可变长度）   | 载荷*（可变长度）   | 载荷*（可变长度）   | 载荷*（可变长度）   | 载荷*（可变长度）   | 载荷*（可变长度）   | 载荷*（可变长度）   | 载荷*（可变长度）   | 载荷*（可变长度）   | 载荷*（可变长度）   | 载荷*（可变长度）   | 载荷*（可变长度）   | 载荷*（可变长度）   |
| 64+    | 64+  |                      |                     |                     |                     |                     |                     | 填充（0-255字节）   |                     |                     |                     |                     |                     |                     |                     |                     |                     |                     |                     |                     |                     |                     |                     |                     |                     |                     |                     |                     |                     |                     |                     |                     |                     |
| 64+    | 64+  |                      |                     |                     |                     |                     |                     |                     |                     |                     |                     |                     |                     |                     |                     |                     |                     | 填充长度            | 填充长度            | 填充长度            | 填充长度            | 填充长度            | 填充长度            | 填充长度            | 填充长度            | 下一个头            | 下一个头            | 下一个头            | 下一个头            | 下一个头            | 下一个头            | 下一个头            | 下一个头            |
| 64+    | 64+  | 认证数据（可变长度） |                     |                     |                     |                     |                     |                     |                     |                     |                     |                     |                     |                     |                     |                     |                     |                     |                     |                     |                     |                     |                     |                     |                     |                     |                     |                     |                     |                     |                     |                     |                     |

字段含义：
安全参数索引：与IP地址一同用来标识安全参数
序列号：单调递增的数值，用来防止重放攻击。
载荷数据：如果没使用ESP的加密功能，则载荷数据域的内容是“下一个头”所指示的数据；如果使用了ESP的加密功能，则使用加密载荷数据和ESP尾部数据所得的密文作为payload data.
填充：某些块加密算法用此将数据填充至块的长度。
填充长度：以位为单位的填充数据的长度。
下一个头：标识载荷中封装的数据所属的协议。
认证数据：又叫做完整性校验值（ICV）。包含了认证当前包所必须的数据。

## 实现
FreeS/WAN项目已经开发了一个开源的GNU/Linux作業系統下的IPsec实现。Free S/WAN项目的开发在2004年时被中止。Openswan、strongSwan和libreswan是Free S/WAN延续。
至今已有许多IPsec协议和ISAKMP／IKE协议的实现。它们包括：
- NRL IPsec，属于原型的一种
- OpenBSD，代码源于NRL IPsec
- Mac OS X，包含了Kame IPsec的代码
- Cisco IOS
- Microsoft Windows
- SSH Sentinel（现作为SafeNet的一部分）提供了工具包
- Solaris
- FreeBSD
- NetBSD
- Android
- iOS

### IPsec相关RFC文档
RFC 2401IP协议的安全架构
RFC 2402认证头
RFC 2406封装安全载荷
RFC 2407ISAKMP的IPsec解释域（IPsec DoI）
RFC 2408網路安全關聯與金鑰管理協定（ISAKMP）
RFC 2409因特网密钥交换（IKE）